# لوکاس هوپناگلی
لوکاس هوفناگلی(به گرجی: ლუკას ჰუფნაგელი) یک بازیکن فوتبال گرجی‌الاصل در باشگاه های آلمانی است که هم‌اکنون برای SpVgg Unterhaching به عنوان [هافبک]] بازی می‌کند.

## باشگاه‌ها
هوفناگل اولین بار در ۶ آوریل ۲۰۱۳ برای باشگاه SpVgg Unterhaching در یکی از مسابقات لیگا ۳ در برابر کارلسروهه بازی کرد. این بازی تنها بازی او در فصل ۲۰۱۲–۲۰۱۳ بود.او در طول فصل ۲۰۱۳–۲۰۱۴ در برابر باشگاه فوتبال اسنابروک یک گل به ثمر رساند.